# Convoi HX 21
Le convoi HX 21 est un convoi passant dans l'Atlantique nord, pendant la Seconde Guerre mondiale. Il part de Halifax au Canada le 18 février 1940 pour différents ports du Royaume-Uni et de la France. Il arrive à Liverpool le 4 mars 1940.

## Composition du convoi
Ce convoi est constitué de 16 cargos :
- Royaume-Uni : 15 cargos
- France : 1 cargo

## L'escorte
Ce convoi est escorté en début de parcours par :
- les destroyers canadiens : NCSM Saguenay, HMCS Ottawa
- Un navire atelier britannique : HMS Alaunia[3]

## Le voyage
Les destroyers canadiens font demi tour le 19 février. Le 1er mars, le navire atelier quitte le convoi remplacé par les destroyers HMS Windsor (en) et HMS Wolverine le 2 mars.
Le convoi arrive sans problème.